# Малые Мокряны
Малые Мокряны (укр. Малі Мокряни) — село в Судововишнянской городской общине Яворовского района Львовской области Украины.
Население по переписи 2001 года составляло 407 человек. По данным 2023 года население составляло 264 человека. Занимает площадь 7,391 км². Почтовый индекс — 81385. Телефонный код — 3234.